# Меріков Артур Іванович
Артур Іванович Мєріков (1968) — Генерал поліції 3-го рангу. Станом на вересень 2018 року — начальник Головного управління Національної поліції Херсонській області.

## Життєпис
Народився в 1968 році. У 1990 році закінчив Дніпропетровське вище зенітне ракетне командне училище протиповітряної оборони.
З 1990 до листопада 1999 року служив у Збройних силах України.
Службу в органах внутрішніх справ розпочав у квітні 2001 року на посаді оперуповноваженого карного розшуку Заводського районного відділу Миколаївського міського управління міліції. Протягом десяти років обіймав різні посади на оперативній службі.
З серпня 2011 року — був призначений заступником начальника управління карного розшуку УМВС України в Миколаївській області.
З травня 2014 року — перебував на посаді начальника УМВС України в Миколаївській області.
У вересні 2014 року — очолив УМВС України в Херсонській області.
З листопада 2015 року — тимчасово виконував обов'язки начальника Головного управління Національної поліції в Херсонській області.
19 листопада 2016 року — начальник Головного управління Національної поліції в Херсонській області
Указом Президента № 329 від 13 жовтня 2018 року йому присвоєно спеціальне звання генерала поліції третього рангу.